# Podisma emiliae
Podisma emiliae is een rechtvleugelig insect uit de familie veldsprinkhanen (Acrididae). De wetenschappelijke naam van deze soort is voor het eerst geldig gepubliceerd in 1926 door Ramme.
1. ↑  (en) Podisma emiliae op de IUCN Red List of Threatened Species.